# Kristen Larsen Kristensen
Kristen Larsen Kristensen, född 2 april 1886, död 1 maj 1944, var en dansk författare.
Kristen Larsen Kristensen tillhörde en vaken och kulturellt intresserad bondefamilj på Fyn, studerade en tid nordisk filologi i Köpenhamn men måste av hälsoskäl avbryta studierna utan examen och återvända till hemön, där han sedan levde, upptagen av sitt författarskap. Kristensen var lyriker, han hämtade sin motiv främst från hembygden, men oftast med an andlig ton. Han hade upplevt traditionen i sin hembygd, och med stöd i sina språk- och folklivsstudier anspelade han ofta på sina förfäder. Strävan att knyta an till det förgångna gav färg åt formen i hans lyrik; han använde gärna allitterationer och gamla ord. Kristensen utgav diktsamlingarna Aarsens tid (1926), Stavnsbundne Sange (1928), Egn og øde (1929), Jord og Hjærte (1933), Levende Land (1934), Muld og Minde (1937), Lønligt Lys (1940) och Vi kalder vort Rige (1942). Postumt utkom Mindets Træ (1944), med inledning av Oscar Geismar. Høst og Helg (1929) var hen samling kulturhistoriskt-folkloristiska prosastycken.